# Piet Hamberg
Piet Hamberg (Winschoten, 22 januari 1954) is een Nederlands voormalig voetballer die later trainer werd. 

## Spelersloopbaan
Hambergs carrière begon bij VV BNC, de plaatselijke voetbalclub uit Finsterwolde. Als vijftienjarige kwam hij in het eerste elftal en promoveerde met de club van de vierde naar de tweede klasse. Hamberg deed mee aan het UEFA Jeugdtoernooi 1972. Medio 1972 werd hij aangetrokken door het in de Eredivisie spelende N.E.C.. Hamberg debuteerde op 17 december 1972 vanwege veel afwezigen in het thuisduel tegen PSV (1-1). Hij werd in de rust vervangen door Leo Hermsen. Dit bleef, mede door een scheenbeenbreuk, zijn enige wedstrijd voor de ploeg uit Nijmegen en in het seizoen 1974/75 werd hij verhuurd aan het eveneens in de Eredivisie spelende FC Wageningen. Daar speelde hij 31 wedstrijden waarin hij 4 doelpunten maakte. Hamberg werd vervolgens overgenomen door Wageningen.
In 1976 werd Hamberg gecontracteerd door FC Utrecht waar hij in twee seizoenen 11 doelpunten maakte in 55 wedstrijden. Tussen 1978 en 1980 speelde Hamberg in Zwitserland voor Servette FC. Met de club werd hij in het seizoen 1978/79 Zwitsers landskampioen en een jaar later werd hij uitgeroepen tot beste buitenlandse speler in de competitie. Hij maakte in 26 doelpunten in 49 competitiewedstrijden. In 1979 zat Hamberg eenmalig op de bank bij het Nederlands elftal tijdens een oefenwedstrijd tegen België (1-0), de afscheidswedstrijd van Willem van Hanegem bij het Nederlands elftal. Hij was vanwege blessures overgeheveld uit de selectie van Jong Oranje en viel vervolgens af voor de volgende EK-kwalificatiewedstrijd tegen Polen.
Medio 1980 tekende Hamberg een driejarig contract bij AFC Ajax. Daar kende hij door meerdere blessures een valse start. Met Ajax finishte Hamberg in 1980/81 als 2de; ook in het KNVB beker-toernooi eindigde hij met Ajax in 1980/81 als 2de. In 1981/82 werd Hamberg met Ajax landskampioen, al heeft Hamberg daar maar amper 4 maanden echt van kunnen genieten (juli 1981-oktober 1981). Tijdens een vriendschappelijke wedstrijd in Madrid (afscheidswedstrijd van de ruim 1 jaar eerder, medio 1980, vertrokken Ruud Krol) raakte Hamberg geblesseerd aan zijn knie, wat na de competitie-wedstrijd uit tegen PSV een kapotte meniscus zou blijken te zijn (half/eind oktober 1981). Dit betekende het einde van zijn actieve carrière op 27-jarige leeftijd. Op 19 september 1981 scoorde Hamberg uit tegen FC Den Haag (1-3 zege) koppend, na een zeer fraaie atletische en perfect getimede sprong, de 0-2 goal, na een voorzet vanaf links door Jesper Olsen en eerder voorbereidend werk van Gerald Vanenburg en Dick Schoenaker. Nadat hij al lang niet meer in actie kwam, werd Hamberg in 1983 afgekeurd voor het spelen van betaaldvoetbal. Hij speelde nog in een lager team van eerst VVGA en later bij AVV Zeeburgia, samen met Maarten de Vos die hem naar Ajax gebracht had. Deze transfer, via het bedrijf Inter Football van De Vos, was een van de transfers die centraal stond in de zwart geldaffaire bij Ajax die eind 1988 naar buiten kwam. Ook Hamberg werd kortstondig vastgehouden maar niet vervolgd.

## Trainersloopbaan
Hamberg begin als trainer bij VV Grasshoppers uit Hoogwoud. In 1992 werd hij trainer van IJsselmeervogels. In november 1993 werd hij daar ontslagen. Naast zijn werk als sportschoolhouder trainde hij ook SV Always Forward uit Hoorn. In het seizoen 1994/95 was hij assistent van Hans Westerhof bij FC Groningen. Hamberg werd in 1995 door de KVNB afgewezen voor de cursus coach betaald voetbal. Hij werd jeugd coördinator en assistent-trainer van het Zwitserse Grasshopper Club Zürich.
Hij leidde Saoedi-Arabië onder de 20 naar de wereldbeker waarna hij coach werd bij het Libische Al Ahly. In 2003 verving hij Jan Versleijen als trainer bij Al-Jazeera Club, een club uit de Verenigde Arabische Emiraten. In 2006 was hij assistent van Otto Pfister tijdens het WK 2006 met Togo. Hoewel, Hamberg en Pfister trokken zich terug nadat was bekendgemaakt dat de spelers hun beloofde premies voor het kwalificeren voor het WK nog niet hadden gehad. Uiteindelijk keerde alleen Pfister terug en besloot Hamberg dit niet te doen. Hamberg vertelde de pers dat hij achter zijn woorden bleef staan.
Ondertussen was hij tussen 1997 en 2007 driemaal coach van het Zwitserse Grasshoppers dat hij voor de laatste keer in april 2007 zou verlaten. In juli van datzelfde jaar kwam hij bij de jeugdacademie van Liverpool terecht waar hij twee jaar zou blijven. Eind 2009 werd Hamberg trainer van de Tunesische topclub Étoile Sportive du Sahel. Wegens tegenvallende prestaties werd hij in april 2010 (na nog geen vier maanden) ontslagen.
Begin 2012 haalde Ricardo Moniz Hamberg als assistent-trainer naar Red Bull Salzburg. Moniz en Hamberg hadden eerder samengewerkt bij Grasshoppers en staan beide bekend als aanhangers van de trainingsmethode van Wiel Coerver. De samenwerking verliep goed met de landstitel en beker van Oostenrijk tot gevolg. 
Na het opstappen van Moniz in juni 2012 werd Hamberg benoemd als hoofd scouting. Van mei 2013 tot eind 2015 keerde Hamberg terug bij ES Sahel als hoofd jeugdopleiding. Hierna werd hij assistent-trainer bij Al-Jazira onder achtereenvolgens Henk ten Cate, Marcel Keizer en wederom Ten Cate. Sinds begin november 2019 is Hamberg samen met Denny Landzaat assistent-trainer bij Al-Ittihad onder Henk ten Cate.

## Erelijst
VV BNC
- Vierde klasse G (zo.)

1969/70
- Derde klasse D (zo.)

1970/71
 Servette FC
- Zwitsers landskampioen

1978/79
- Zwitserse voetbalbeker

1978/79
- Ligapokal

1978/79, 1979/80
- Alpencup

1978
- Beste buitenlander in Zwitserse competitie

1979/80
 AFC Ajax
- Eredivisie

1981/82, 1982/83